# Oncaea
Oncaea är ett släkte av kräftdjur som beskrevs av Philippi 1843. Oncaea ingår i familjen Oncaeidae.

## Dottertaxa tillOncaea, i alfabetisk ordning[1][2]
- Oncaea antarctica
- Oncaea atlantica
- Oncaea borealis
- Oncaea canadensis
- Oncaea compacta
- Oncaea conifera
- Oncaea curta
- Oncaea curvata
- Oncaea damkaeri
- Oncaea delicata
- Oncaea dentipes
- Oncaea derivata
- Oncaea englishi
- Oncaea furcula
- Oncaea glabra
- Oncaea grossa
- Oncaea illgi
- Oncaea insolita
- Oncaea ivlevi
- Oncaea lacinia
- Oncaea macilenta
- Oncaea media
- Oncaea mediterranea
- Oncaea minuta
- Oncaea notopus
- Oncaea olsoni
- Oncaea ornata
- Oncaea ovalis
- Oncaea parila
- Oncaea prendeli
- Oncaea prolata
- Oncaea pumilis
- Oncaea redacta
- Oncaea rimula
- Oncaea rotata
- Oncaea rotundata
- Oncaea scottodicarloi
- Oncaea similis
- Oncaea subtilis
- Oncaea tenella
- Oncaea thoresoni
- Oncaea venusta
- Oncaea zernovi